# ۲۲۴ (قمری)
۲۲۴ (قمری)، دویست و بیست و چهارمین سال در گاهشماری هجری قمری است. اول محرم این سال برابر با بیست و هفتم نوامبر سال ۸۳۸ میلادی است.

## زادگان
- محمد بن جریر طبری، مورخ و فیلسوف ایرانی

## وابسته
- ابن ربن طبری